# Ana Moura

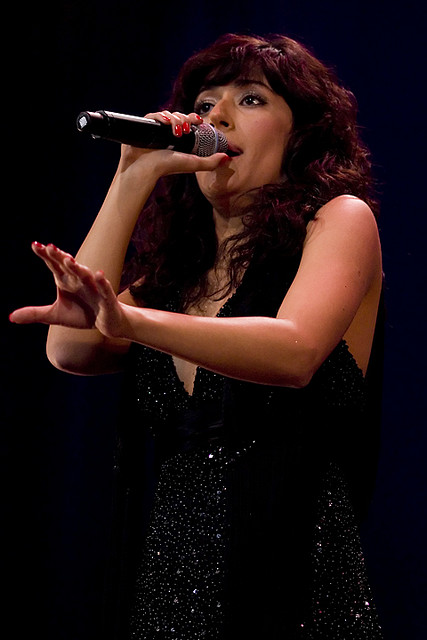
Ana Moura (2009)

Ana Cláudia Moura Pereira (* 17. September 1979 in Santarém) ist eine portugiesische Fado-Sängerin. Sie gehört zu den erfolgreichsten Fadosängerinnen des 21. Jahrhunderts, mit zahlreichen Auszeichnungen und etwa einer Million verkaufter Alben weltweit.

## Karriere
Ana Mouras Vater lebte eine Zeit in Angola, damals noch portugiesische Kolonie, wo er seine Frau kennenlernte, die in Lubango (damals Sá da Bandeira) aufgewachsen war. Später zog das Paar nach Portugal, in den Ort Coruche. Ana Moura wurde in Santarém geboren, wo sich das nächstgelegene Krankenhaus mit Kreißsaal befand. Nach der Grundschule in Coruche besuchte sie das Lyzeum in Carcavelos und daneben die Musikschule. In ihrer Familie wurde immer viel Musik gehört, verschiedene portugiesische, aber auch viel brasilianische, angolanische und US-amerikanische Musik. Im Familienkreis wurde oft auch selbst gesungen, auch mit Freunden der Familie. Sie begann noch als Schülerin, selbst Musik zu machen und wurde Sängerin in Pop-Bands, wo sie gelegentlich bereits vereinzelt Fados in ihre Auftritte einbaute.
Bei einer Gelegenheit, anlässlich einer Weihnachtsfeier, sang Ana Moura in Anwesenheit mehrerer Fadosänger und Gitarristen, darunter Maria da Fé. Diese war begeistert und nahm sie für ihr Fadolokal Sr. Vinho unter Vertrag. Damit wandte sich Ana Moura der Karriere als Fadosängerin zu.
International bekannt wurde Moura 2003 durch die Veröffentlichung ihres ersten Albums Guarda-me a Vida na Mão („Bewahre mein Leben in deiner Hand“), nachdem sie zuvor in verschiedenen Lissabonner Fadolokalen gesungen hatte. Ihren Durchbruch erreichte sie 2005, als sie zusammen mit dem Musiker António Pinto Basto in der portugiesischen Fernsehsendung Fados de Portugal ihren ersten Auftritt hatte.
Das 2007 erschienene Album Para Além da Saudade (dt.: Jenseits der Sehnsucht) enthält die Fados Os Búzios (dt.: Die Muscheln) und O Fado da Procura (dt.: Der Fado der Suche). Diesem Album wurde in Portugal eine 3x Platin-Schallplatte für mindestens 60.000 verkaufte Exemplare verliehen.
Ihre internationale Karriere hatte bereits 2004 in Nordamerika mit einem beachteten Auftritt bei einem Konzert in der Carnegie Hall begonnen. Auf der internationalen Musikbühne wurde Moura noch bekannter, als sie 2007 zusammen mit den Rolling Stones im Lissabonner Estádio José Alvalade XXI auftrat und mit Mick Jagger den Song No Expectations sang. Auch bei den beiden Alben des Tribute-Projektes The Rolling Stones Project – bei dem internationale Musiker verschiedener Richtungen mit Rolling-Stones-Musikern deren Lieder neu interpretierten – wirkte sie mit zwei Titeln mit.
Der Musiker Prince lud Moura am 18. Juli 2010 in Aldeia do Meco in Portugal bei seinem dortigen Konzert als Gastsängerin auf die Bühne ein. Er regte eine musikalische Kooperation an, was jedoch aufgrund von Vertragsbindungen bei unterschiedlichen Schallplattenfirmen nicht realisiert wurde. Im September 2010 trat sie mit der hr-Bigband in St. Wendel und Darmstadt auf. Im gleichen Jahr erhielt sie in ihrer Heimat den Globo de Ouro als beste Sängerin.
Anlässlich Prince’ Tod am 21. April 2016 fand am 13. Oktober 2016 in Saint Paul (US-Bundesstaat Minnesota) im Xcel Energy Center ein Tribute-Abend zu Ehren des Musikers statt, an dem unter anderem auch Moura auftrat.
Im Mai 2018 trat Moura mit dem Lied Fado Loucura nach Mariza im Eröffnungsprogramm beim Finale des Eurovision Song Contests in Lissabon auf.
Desfado

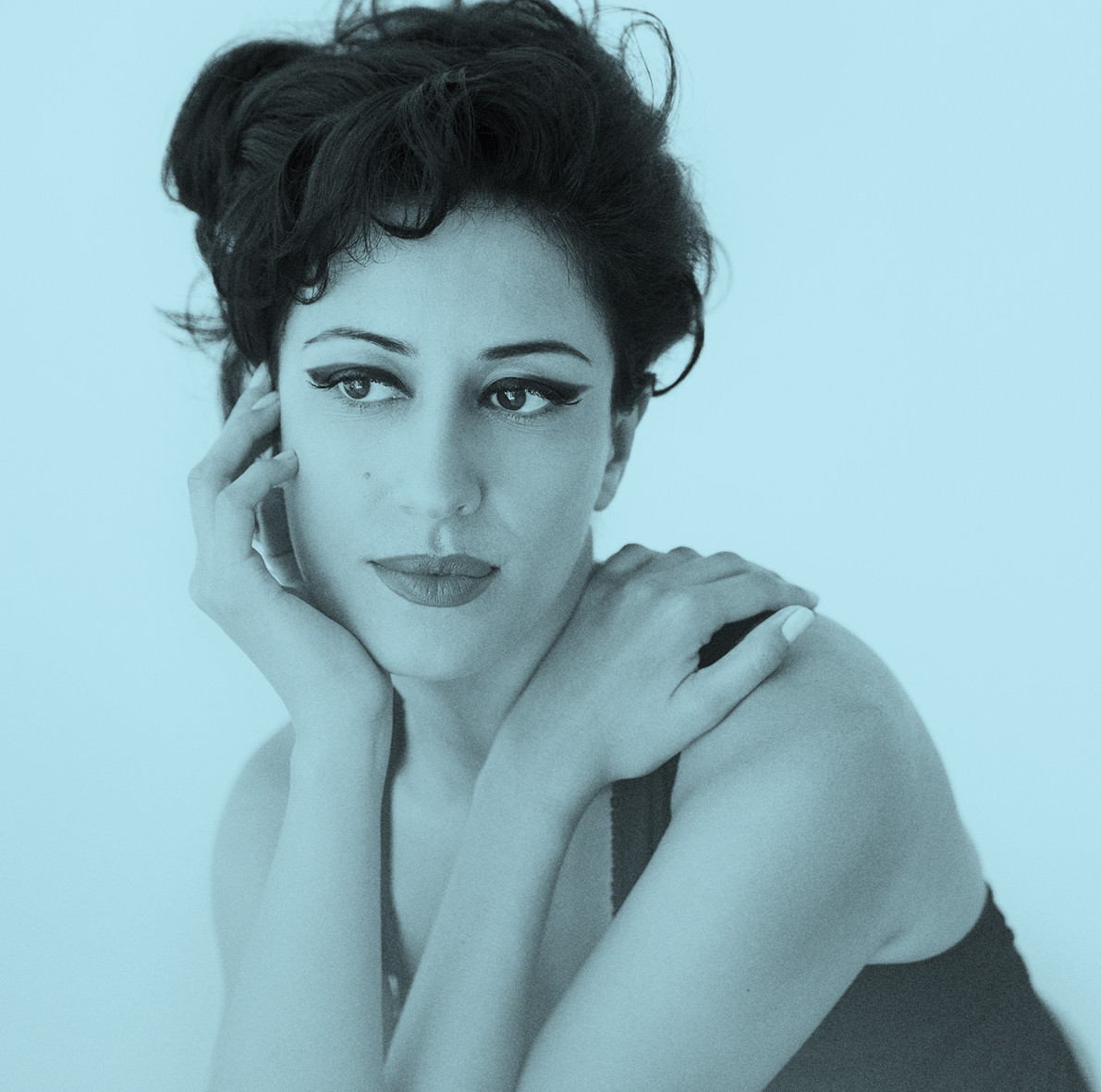
Coverfoto zum Album Desfado

2012 erschien Mouras Album Desfado (dt. etwa: Nicht-Fado), das die Grenzen des Fado erweiterte. Larry Klein, der bereits seit einiger Zeit ein Anhänger Mouras war, produzierte dieses Album. Es wurde in den historischen Henson Studios in Los Angeles mit ihren portugiesischen Musikern – darunter Mário Costa – sowie mit Gastmusikern wie Herbie Hancock, Tim Ries, Ângelo Freire, David Piltch, Dean Parks und Jay Bellerose aufgenommen. Die Fado-untypischen Instrumentierungen erzeugten einen dem Jazz ähnlichen Klang, der dennoch durch die Portugiesische Gitarre und den Gesang dem Fado verbunden blieb. Vertont wurden dabei Texte, die teils Eigenkompositionen Mouras, teils Fado-Klassiker und Fados des Portugiesischen Kinos sowie Beiträge von anderen Autoren waren, darunter Pedro Abrunhosa, Miguel Araújo und Aldina Duarte. Auch eine Coverversion von A Case of You von Joni Mitchell befindet sich unter den 17 Titeln des Albums. Es erreichte Platz eins der portugiesischen Verkaufscharts, erhielt 6× Platin und hielt sich 294 Wochen in den Charts, darunter 127 Wochen in den Top 10. Es erreichte auch die Top-40 der Spanischen Musikcharts.
Moura
Ihr Ende 2015 veröffentlichtes Album Moura nahm sie erneut mit Klein in den Henson Studios auf. Neben verschiedenen Gastmusikern – darunter der Schlagzeuger Vinnie Colaiuta – war auch die kubanische Gesangskollegin Omara Portuondo zu Gast und sang ein Duett mit ihr. Das Album entfernte sich dabei häufig vom klassischen Fado und zeigte leichte Einflüsse von portugiesischer Folklore in Rhythmus und Atmosphäre, aber auch von Rock und Jazz. Mit ihrem Gesang und der portugiesischen Gitarre blieben aber wesentliche Fado-Elemente präsent. Texte und Musik kamen von u. a. José Eduardo Agualusa, Pedro Abrunhosa und Sara Tavares, während Titel und Cover an die zahlreichen Sagen der mystischen, verzaubernden und verzauberten Maurin (Moura) aus dem mittelalterlichen Portugal der Reconquista erinnerten. Das Album wurde von Rádio Comercial präsentiert und stieg auf Platz zwei der portugiesischen Charts ein, erreichte später Platz eins, erhielt 3× Platin und hielt sich 162 Wochen in den Charts, darunter 71 Wochen in den Top 10.

## Diskografie

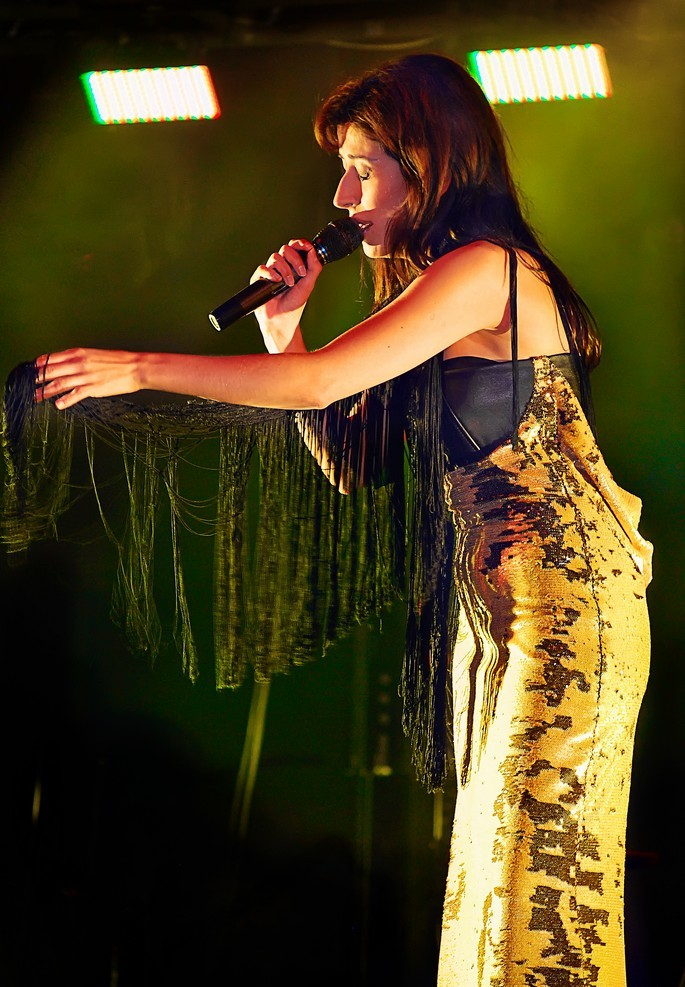
Moura (2010)

### Alben
| Jahr | Titel                   | Höchstplatzierung, Gesamtwochen, AuszeichnungChartsChartplatzierungen (Jahr, Titel, Platzierungen, Wochen, Auszeichnungen, Anmerkungen) | Anmerkungen                                                 |
| Jahr | Titel                   | PT | Anmerkungen                                                 |
| ---- | ----------------------- | --- | ----------------------------------------------------------- |
| 2003 | Guarda-me a Vida na Mão | PT26 Gold · (3 Wo.)PT | Verkäufe: + 10.000                                          |
| 2004 | Aconteceu               | PT— GoldPT | Verkäufe: + 10.000, Doppel-CD                               |
| 2007 | Para além da Saudade    | PT4 ×3Dreifachplatin · (78 Wo.)PT | Erstveröffentlichung: 15. August 2007 Verkäufe: + 60.000    |
| 2009 | Leva-me aos Fados       | PT2 Platin · (74 Wo.)PT | Erstveröffentlichung: 12. Oktober 2009 Verkäufe: + 20.000   |
| 2011 | Ana Moura               | PT8 Platin · (18 Wo.)PT | Verkäufe: + 15.000                                          |
| 2012 | Desfado                 | PT1 ×7Siebenfachplatin · (306 Wo.)PT | Erstveröffentlichung: 12. November 2012 Verkäufe: + 105.000 |
| 2015 | Moura                   | PT1 ×3Dreifachplatin · (179 Wo.)PT | Erstveröffentlichung: 27. November 2015 Verkäufe: + 45.000  |
| 2017 | Best of                 | PT3 Gold · (… Wo.)PT | Erstveröffentlichung: 17. November 2017                     |
| 2022 | Casa guilhermina        | PT1 Gold · (… Wo.)PT | Erstveröffentlichung: 11. November 2022                     |

Weitere Alben
- 2008: Coliseu (Livealbum)

### Singles
| Jahr | Titel Album                    | Höchstplatzierung, Gesamtwochen, AuszeichnungChartsChartplatzierungen (Jahr, Titel, Album, Platzierungen, Wochen, Auszeichnungen, Anmerkungen) | Anmerkungen                                                    |
| Jahr | Titel Album                    | PT | Anmerkungen                                                    |
| --- | ------------------------------ | --- | -------------------------------------------------------------- |
| 2020 | Vinte Vinte –                  | PT99 (1 Wo.)PT | Erstveröffentlichung: 3. Januar 2020 mit Branko & Conan Osíris |
| 2022 | Agarra em mim Casa guilhermina | PT52 Platin · (36 Wo.)PT | Erstveröffentlichung: 13. Mai 2022 feat. Pedro Mafama          |
| Folgende Lieder erschienen nicht als Single, wurden aber durch das Album zum Download und Streaming bereitgestellt und konnten somit eine Platzierung erlangen: |                                | |                                                                |
| |                                | |                                                                |
| 2016 | Dia de folga Moura             | PT93 Gold · (3 Wo.)PT |                                                                |
| 2022 | Mázia Casa guilhermina         | PT192 (1 Wo.)PT |                                                                |

Weitere Singles
- 2012: Desfado (PT: Platin)[29]

### Gastbeiträge
| Jahr | Titel Album     | Höchstplatzierung, Gesamtwochen, AuszeichnungChartsChartplatzierungen (Jahr, Titel, Album, Platzierungen, Wochen, Auszeichnungen, Anmerkungen) | Anmerkungen          |
| Jahr | Titel Album     | PT | Anmerkungen          |
| ---- | --------------- | --- | -------------------- |
| 2017 | Manto de água – | PT88 (3 Wo.)PT | Agir feat. Ana Moura |